# Alchemilla florulenta
Alchemilla florulenta es una especie de planta del género Alchemilla, perteneciente a la familia Rosaceae.

## Taxonomía
Alchemilla florulenta fue descrita por Robert Buser en 1913.

## Distribución
Se encuentra en el territorio de Francia y Suiza.